# علي أكبر ولايتي
علي أكبر ولايتي هو سياسي إيراني مولود في طهران عام 1945. درس الطب وتخصص في طب الأطفال بشهادة دكتوراه من جامعة طهران، ثم شهادة أخرى في أمراض الالتهابات من جامعة جون هوبكينز الأمريكية. يشغل منذ عام 1997 منصب مستشار الشؤون الدولية لقائد الثورة الإسلامية الخامنئي.

## النشأة والتعليم
ولد ولايتي في قرية رستم آباد في شميران طهران ، في 24 يونيو 1945. التحق بجامعة طهران للعلوم الطبية عام 1964. أنهى ولايتي دراسته في طب الأطفال قبل أن ينتقل إلى جامعة جونز هوبكنز للحصول على زمالة في الأمراض المعدية. في غضون ذلك، درس ولايتي في الجامعة وهو عضو نشط في هيئات مؤثرة مثل المجلس الأعلى للثورة الثقافية ومجلس تشخيص مصلحة النظام ومؤسسة الموسوعة الإسلامية.

## قبل الثورة
خبر علي أكبر ولايتي السياسة مذ كان شاباً بسبب مصاحبته لوالده الذي كان مهتماً بشؤون السياسة. لذا صار يمارسها، فكان في المناسبات المختلفة يدعو أقرانه في الإعدادية إلى الاضراب عن الدراسة والتظاهر احتجاجاً على سياسات الشاه، فاستجوب أكثر من مرة من قبل أجهزة البوليس السري المعروفة آنذاك باسم «السافاك». عام 1962، انتمى للجبهة الوطنية وهو في السابعة عشرة من العمر.
وفي الجامعة أحيا جمعية الاطباء الإسلامية بعد تجميد دام طويلاً، وتواصل إلى جانب ذلك بانتظام مع مختلف المجموعات السياسية والروحية السائرة على نهج الامام الخميني.

## المسار المهني
في عام 1961، انضم ولايتي إلى الجبهة الوطنية، وهي حزب علماني. بعد الثورة الإيرانية عام 1979، انتخب نائباً في البرلمان عن مسقط رأسه في الانتخابات البرلمانية في ذلك العام. كما شغل منصب نائب وزير الصحة من تشرين الثاني (نوفمبر) 1980 إلى تموز (يوليو) 1981 في حكومة محمد علي رجائي.
بعد فوزه في الانتخابات الرئاسية في 13 أكتوبر 1981، اقترح الرئيس علي خامنئي أن يكون ولايتي رئيسًا للوزراء في البرلمان الإيراني، لكن البرلمان صوت ضده في 22 أكتوبر. واقترح خامنئي لاحقًا مير حسين موسوي، الذي حصل على موافقة البرلمان. في تشرين الثاني (نوفمبر) 1986، قال ولايتي إن إيران يجب أن تقيم علاقات دبلوماسية مع جميع الدول.

## السنوات اللاحقة
تم تعيين ولايتي في المجلس الاستراتيجي للعلاقات الخارجية في عام 2006. يبدو أنه مقرب من المرشد الأعلى علي خامنئي، حيث عمل مستشارًا له في الشؤون الدولية وكتب مقدمة لكتاب خامنئي فلسطين. حضر جنازة عماد مغنية، الذي قُتل في 12 فبراير 2008، ممثلاً لخامنئي في 14 فبراير في لبنان.
في 30 أكتوبر 2013، أصبح ولايتي رئيسًا لمركز البحوث الاستراتيجية، حيث عينه علي أكبر هاشمي رفسنجاني. وخلفه حسن روحاني.

## الحياة الشخصية
في 12 مارس 2020، أفادت وكالة تسنيم الإخبارية بإصابة ولايتي بكوفيدز وورد أنه يخضع للحجر الصحي.

## أعماله
نشر ولايتي عددًا كبيرًا من الكتب والأعمال الأكاديمية، منها:
- ديناميكية الثقافية والحضارة الإسلامية والإيرانية
- إيران وقضية فلسطين
- إيران وتطورات فلسطين
- الأزمة التاريخية للهوية الإيرانية
- مقدمة فكرية للحركة الدستورية
- تاريخ العلاقات الخارجية الإيرانية في عهد الشاه عباس الصفوي الأول
- تاريخ العلاقات الخارجية الإيرانية في عهد الشاه إسماعيل الصفوي الثاني
- التاريخ السياسي للحرب العراقية المفروضة على جمهورية إيران الإسلامية
- تاريخ العلاقات الخارجية الإيرانية في عهد ناصر الدين شاه ومظفر الدين شاه
- مرض الدرن
- أمراض معدية

## روابط خارجية
- علي أكبر ولايتي على موقع مونزينجر (الألمانية)